# 1883 w sztukach plastycznych
Wydarzenia w sztukach plastycznych i wizualnych w 1883 roku.

## Malarstwo
- Bronisław Abramowicz

Uczta u Wierzynka – olej na płótnie, 157×315 cm, w kolekcji Muzeum Narodowego w Krakowie
- Tadeusz Ajdukiewicz

Portret Heleny Modrzejewskiej – olej na płótnie, 262×146 cm, w kolekcji Muzeum Narodowego w Krakowie
- Anna Bilińska-Bohdanowiczowa

Portret młodej kobiety w czerni
- Adam Chmielowski

Zawale – olej na płótnie, 69x120,5 cm
- Edgar Degas

Modniarka
- Julian Fałat

Żyd wchodzący do domu – akwarela na papierze, 30x23 cm
Świteź – akwarela na papierze, 92,5x52,5 cm
- Jan Matejko

Jan Sobieski pod Wiedniem
- Auguste Renoir

Parasolki
Siedząca dziewczyna
- Alfred Sisley

Młyn ma Moret
- Leon Wyczółkowski

Głowa Chrystusa (1882-83) – olej na tekturze, 32x40 cm
Gertruda Komorowska na saniach – olej na tekturze, 45x58,5 cm
Obrazek jakich wiele – olej na płótnie

## Rysunek
- Vincent van Gogh

Stary rybak (styczeń 1883, Haga) – czarna kredka i tusz, 43x25 cm

## Urodzeni
- Ernő Bánk (zm. 1962), węgierski malarz
- 3 marca – František Drtikol (zm. 1961), czeski fotograf i malarz
- 4 kwietnia – Władysław Skoczylas (zm. 1934), polski malarz, grafik, rzeźbiarz
- 1 czerwca – Jarosław Tyszyński (zm. 1930), polski rzeźbiarz
- 15 sierpnia – Ivan Meštrović (zm. 1962), jugosłowiański rzeźbiarz i architekt
- 3 września – Giuseppe De Angelis (zm. 1958), włoski rzeźbiarz
- 6 listopada – Jaan Koort (zm. 1935), estoński rzeźbiarz i malarz

## Zmarli
- Auguste Clésinger (ur. 1814), francuski rzeźbiarz
- 23 stycznia - Gustave Doré (ur. 1832), francuski grafik, malarz, ilustrator i rzeźbiarz
- 30 kwietnia – Édouard Manet (ur. 1832), francuski malarz
- 23 maja – Cyprian Kamil Norwid (ur. 1821), polski grafik, malarz, rzeźbiarz, poeta